# C-Test
Ein C-Test ist ein schriftlicher Test zur Feststellung der allgemeinen Sprachbeherrschung in einer Fremd- oder Zweitsprache.

## Art und Umfang
Der Test besteht aus mindestens vier Texten mit zwanzig bis fünfundzwanzig Lücken, die vom Probanden ergänzt werden müssen. Dabei sind nie ganze Wörter ausgelassen; mindestens ein, oft mehrere Buchstaben des Wortes sind vorgegeben. Dadurch wird erreicht, dass nur eine zutreffende Lösung möglich ist.
Die mittlerweile für viele europäische und außereuropäische Sprachen vorliegenden C-Tests messen objektiv und sehr genau. Sie erfordern für die Durchführung meist nur etwa dreißig Minuten.
Vorgänger des C-Test waren Cloze-Tests (Lückentexttests), bei denen in nur einem Text Wörter ergänzt werden mussten, die als Ganzes ausgelassen waren. Untersuchungen ergaben dazu eine ganze Reihe von Kritikpunkten, insbesondere wurde eine unzureichende Reliabilität und Validität bemängelt.
Das Prinzip des C-Tests wie auch erste C-Tests in deutscher und englischer Sprache wurden von Christine Klein-Braley und Ulrich Raatz an der Universität Duisburg im Jahr 1981 entwickelt.

## Beispiel
Luisa hat heute ihren ersten Schultag. Sie i__ sehr aufg_____. Ihre Schu_____ gefällt i__ sehr g__. Vor d__ Schule h__ sie ber____ ihre Freu____ getroffen. Heute wi__ die Sch___ vorgestellt. Mor___ startet d__ normale Unter_____ für s__.

## Kritik
Neuere Forschungen zeigen, dass der C-Test kein genaues Abbild der Sprachkenntnisse eines Teilnehmers erstellen kann. Als Gründe werden unter anderem zu wenige Informationen und ungenaue Auswertungsmethoden aufgeführt. Auch lassen sich unterschiedliche Kenntnisbereiche damit nicht differenziert beurteilen.
Dennoch wird der C-Test wegen seiner Einfachheit gelegentlich für Aufnahmeprüfungen von Bildungsanbietern eingesetzt.

## Quelle
- Baur, Rupprecht S. / Goggin, Melanie / Wrede-Jackes, Jennifer (2013): Der c-Test: Einsatzmöglichkeiten im Bereich DaZ. proDaz. Universität Duisburg-Essen, Stiftung Mercator.
- Klein-Braley, Christine und Raatz, Ulrich: Der C-Test: Ein neuer Ansatz zur Messung von allgemeiner Sprachbeherrschung. AKS Rundbrief 4, 23–37, 1982
- Grotjahn, Rüdiger. (2019). C-Tests. In Stefan Jeuk & Julia Settinieri (Hrsg.), _Sprachdiagnostik Deutsch als Zweitsprache: ein Handbuch_ (S. 579-603). Berlin: De Gruyter Mouton.